# Catecolo ossidasi
La catecolo ossidasi è un enzima appartenente alla classe delle ossidoreduttasi, che catalizza la seguente reazione:
2 catecolo + O2 ⇄ 2 1,2-benzochinone + 2 H2O
Questi enzimi sono un gruppo di rame-proteine che agiscono anche su una varietà di residui di catecolo sostituiti, e molte delle quali catalizzano anche la reazione tipica della monofenolo monossigenasi numero EC 1.14.18.1; questo è vero soprattutto per la tirosinasi classica.